# Persefone
Persefone (in greco antico: Περσεφόνη?, Persephónē), detta anche Kore (Κόρη, giovinetta), Kora, o Core, è una figura della mitologia greca, fondamentale nei Misteri eleusini, entrata in  quella romana come Proserpina. Essendo la sposa di Ade, era la dea minore degli Inferi e regina dell'oltretomba.
Secondo il mito principale, nei sei mesi dell'anno (Autunno e Inverno) che passava nel regno dei morti, Persefone svolgeva la stessa funzione del suo consorte Ade, cioè governare su tutto l'oltretomba; negli altri sei mesi (Primavera ed Estate) ella andava sulla Terra da sua madre Demetra, facendo rifiorire la terra al suo passaggio.

## Rapimento di Persefone

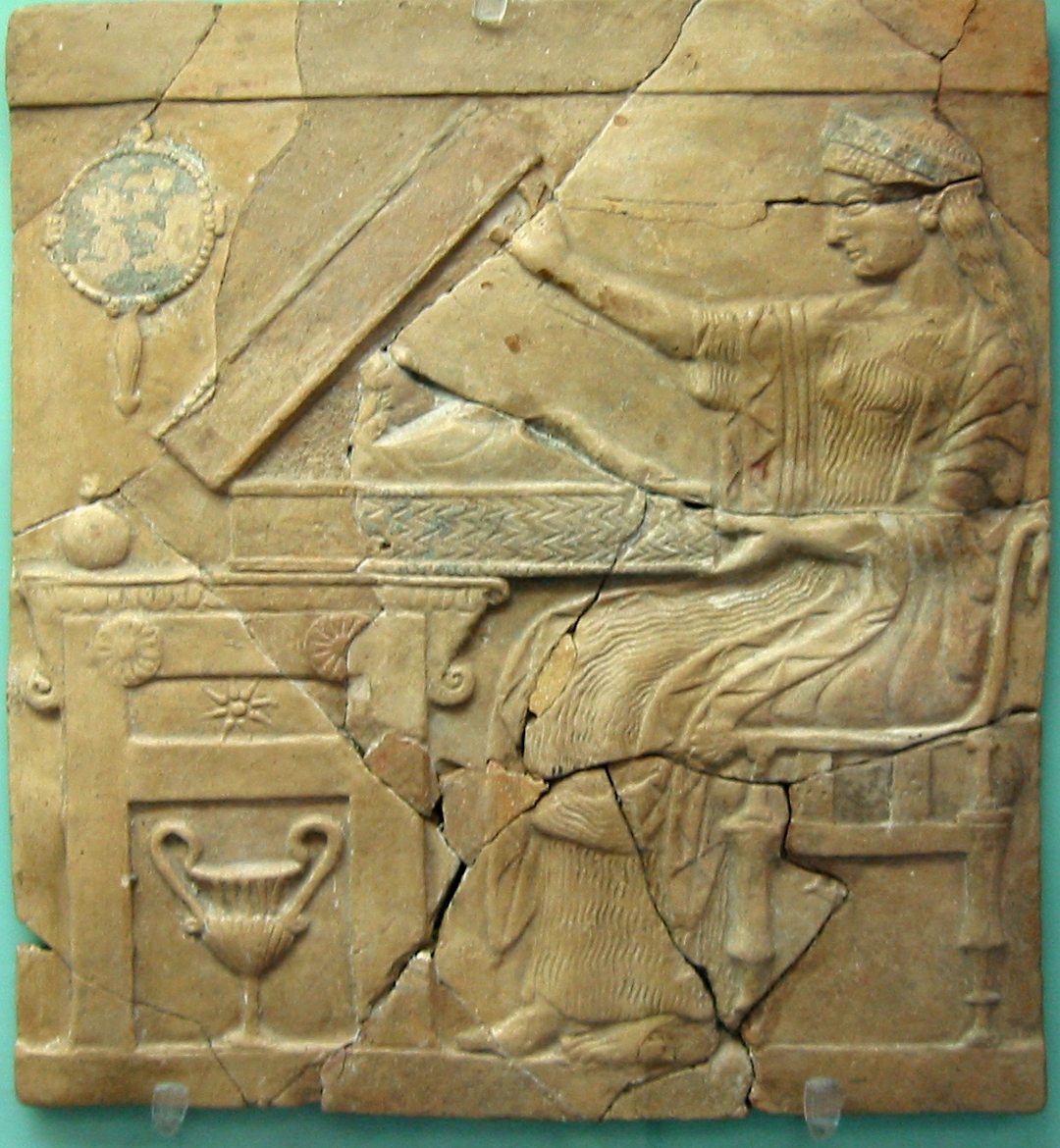
Uno dei pinakes raffiguranti la vita della dea Persefone (Museo Archeologico Nazionale della Magna Grecia di Reggio Calabria).

Persefone era figlia di Demetra e Zeus, o, secondo un'altra leggenda, di Zeus e della dea omonima del fiume infernale Stige. Venne rapita da Ade, dio dell'oltretomba (la tradizione associa diverse località al rapimento: Eleusi, Ermione, Feneo, Cnosso, Hipponion (Vibo Valentia), Enna e Siracusa). Mentre raccoglieva dei fiori nella piana di Nysa insieme alle sue compagne, figlie di Oceano, dal prato fiorito spuntò un narciso di straordinaria bellezza. Persefone, immersa in un sacro stupore (θαμβήσας), protese le mani per raccogliere il meraviglioso fiore. Dalla base del narciso si aprì una voragine da cui emerse il re dei morti, Ade, che la portò via negli inferi per sposarla, ancora fanciulla, contro la sua volontà. Una volta negli inferi le venne offerta della frutta: ella mangiò senza appetito solo sei arilli di melagrana. Ignorava però che chi mangia i frutti degli inferi è costretto a rimanervi per l'eternità.
Il significato del melograno può certamente rimandare al matrimonio e alla fertilità. Secondo altre interpretazioni, il frutto che nel mito stabilisce il contatto con il regno dell'oltretomba non è il melograno ma, a causa delle sue virtù narcotiche e psicotrope, l'oppio, la cui capsula, a parte le minori dimensioni, è straordinariamente simile proprio al frutto del melograno.

### La ricerca di Demetra e il ritorno (periodico) di Persefone
La madre Demetra, dea della fertilità e dell'agricoltura, che prima di questo episodio procurava agli uomini interi anni di bel tempo e di raccolti, reagì disperata al rapimento impedendo la crescita delle messi, scatenando un inverno duro che sembrava non avere mai fine. Furente nei confronti di Zeus, Demetra rifiutò quindi di tornare sull'Olimpo e, trasformatasi in una vecchia, si recò a Eleusi in Attica, dove venne accolta dal re Celeo.
Con l'intervento di Zeus si arrivò a un accordo, per cui, visto che Persefone non aveva mangiato un frutto intero, sarebbe rimasta nell'oltretomba solo per un numero di mesi equivalente al numero di semi da lei mangiati, potendo così trascorrere con la madre il resto dell'anno. Così Persefone avrebbe trascorso sei mesi con il marito negli inferi e sei mesi con la madre sulla terra. Demetra allora accoglieva con gioia il periodico ritorno di Persefone sulla Terra, facendo rifiorire la natura in primavera e in estate.
Se si suppone che Persefone sia rimasta con Ade per quattro mesi e con Demetra per otto mesi, corrispondenti agli otto mesi di crescita e abbondanza per essere seguiti da quattro mesi di assenza di produttività, si può vedere il parallelo con il clima mediterraneo dell'antica Grecia. I quattro mesi durante i quali Persefone è con Ade corrispondono alla secca estate greca, un periodo durante il quale le piante sono minacciate di siccità. All'inizio dell'autunno, quando i semi sono piantati, Persefone ritorna dagli inferi e si riunisce con sua madre, e il ciclo di crescita ricomincia.

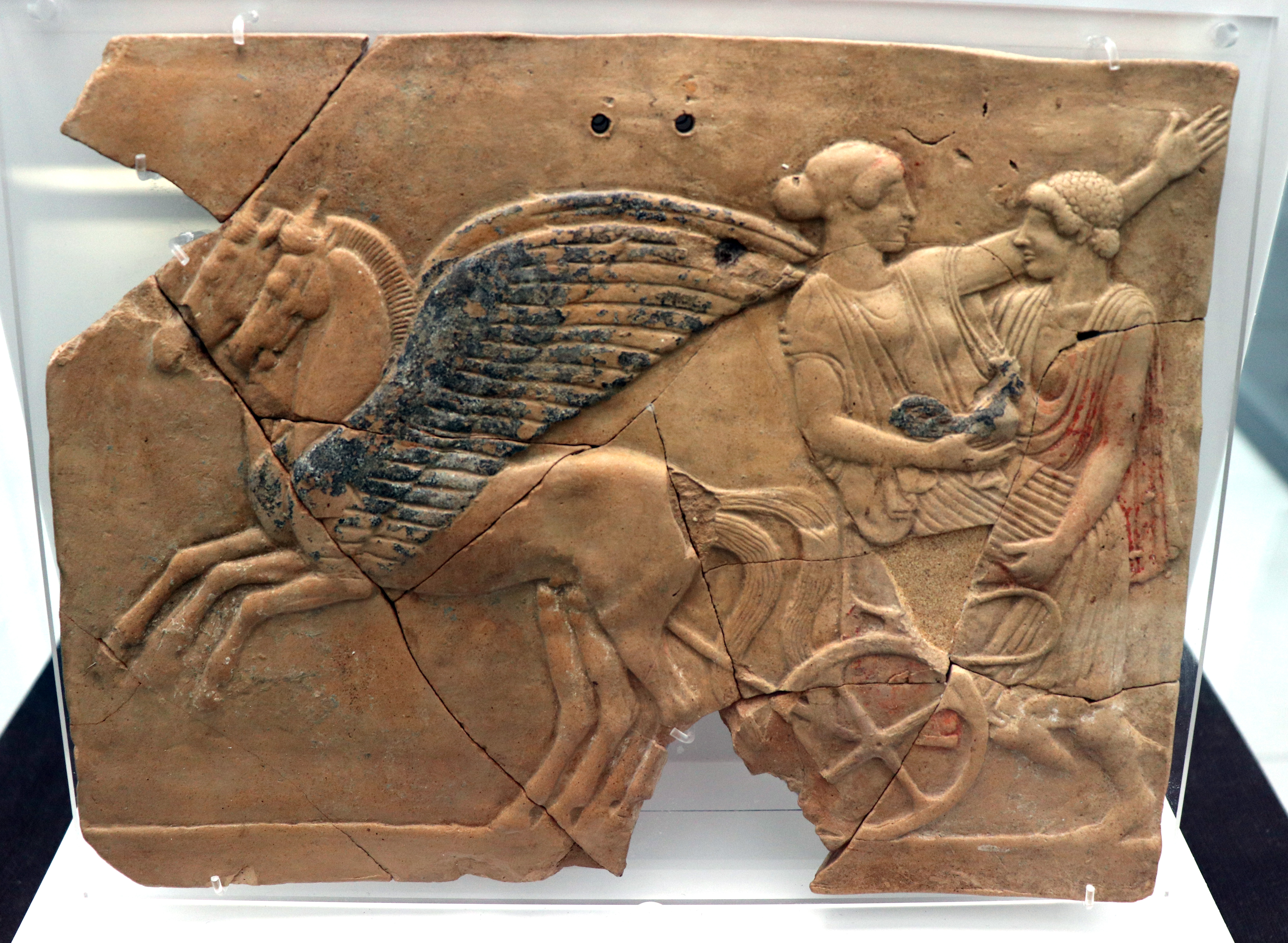
Il ratto di Persefone, pinax da Locri (Calabria)

Questa lettura del rituale, tuttavia, non quadra con il documento centrale di fondazione del mistero, l'Inno omerico a Demetra, verso 415, in cui si dice esplicitamente che Persefone ritorna nella primavera dell'anno, non nella caduta: «Questo fu il giorno [del ritorno di Persefone], proprio all'inizio della generosa primavera.».
La rappresentazione del suo ritorno in terra era locata presso i prati di Enna (in Sicilia), celebri per i fiori dai colori sgargianti e per la loro bellezza. Un elemento supplementare della vicenda consiste nel fatto che Demetra non seppe che la figlia aveva mangiato il melograno, finché non fu un giardiniere dell'Oltretomba, Ascalafo, a rivelarlo: vuoi che Persefone avesse mangiato di sua volontà, vuoi che fosse stata persuasa da Ade, in questo modo Demetra perse la possibilità di avere la figlia con sé tutto il tempo, e castigò Ascalafo trasformandolo in un barbagianni.
Persefone contese ad Afrodite il bell'Adone, riuscendo a trascinare la questione fin davanti a Zeus che preferì, per non scontentare nessuno, affidarlo separatamente a entrambe, in modo simile alla permanenza di Persefone stessa che era divisa fra gli dei dell'Olimpo e l'Ade.
Una tradizione diversa faceva di Persefone una figlia di Zeus e di Stige. Fu generata dal dio dopo la sconfitta dei Titani, avvenuta durante la Titanomachia.
Nella mitologia romana a Persefone corrispondeva Proserpina e a sua madre Demetra la dea Cerere, al cui culto era preposto un flamine minore.
Vi sono comunque altre versioni della leggenda. Secondo una di queste è Ecate a salvare Persefone. Una delle più diffuse dice che Persefone non fu indotta a mangiare i sei semi con l'inganno, ma lo fece volontariamente perché si era affezionata ad Ade.
Il mito di Persefone trae alcuni suoi elementi dalla mitologia mesopotamica, riassunti ne la Discesa di Inanna negli Inferi. In tale opera Inanna, recatasi nel Kurnugea (gli inferi sumeri) per recare le condoglianze alla sorella Ereshkigal, vi rimane intrappolata. Grazie a un sotterfugio riesce a tornare in superficie ma, in un momento d'ira nel trovare Dumuzi, il suo compagno, intento a oziare e non a preoccuparsi per la sua assenza, lo condanna a prendere il suo posto. Dumuzi riesce a fuggire dalla sorella Geshtinanna la quale si offre per passare sei mesi dell'anno negli inferi al posto suo. Dato che Dumizil e Geshtinanna erano considerati le divinità del malto e della vite, il mito spiega l'alternanza delle stagioni e fa riferimento ai diversi periodi di raccolta e produzione rispettivamente della birra e del vino.

### Figli di Persefone
Nella tradizione orfica e in quella dei misteri eleusini, Persefone è madre di alcuni figli, in genere avuti da Zeus, ma in qualche caso anche dal marito Ade (da notare che le due divinità nella tradizione orfica venivano assimilate); in tali tradizioni i figli di Persefone sono Dioniso, Iacco, Melinoe, Zagreo, e in alcune versioni Pluto e le Erinni.

## Culto in Italia

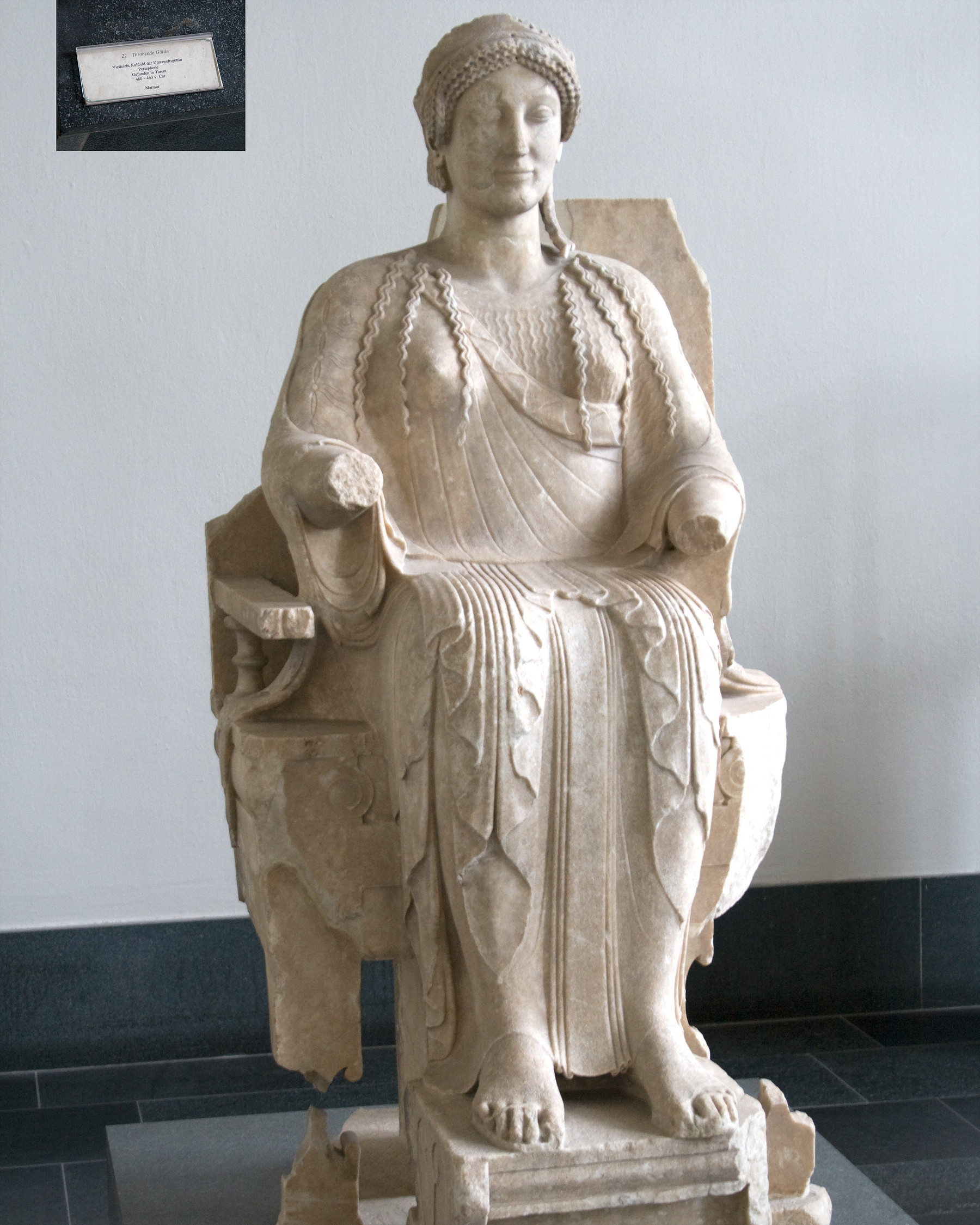
La statua della Dea Persefone, detta Persefone Gaia per via del suo sorriso appena accennato (Altes Museum, Berlino).

Il maggiore culto nel mondo greco fuori dalla Grecia continentale era localizzato a Catania, come testimoniato da Cicerone nelle Verrine, e in Calabria.
Nel centro storico di Catania è venuto alla luce il più esteso deposito votivo greco esistente. Nel quartiere di Cibali, a nord della città, era presente una grotta da cui si diceva che fosse fuoriuscito il dio Ade per rapire la fanciulla Persefone. Tale cavità è identificata con la Grotta di San Giovanni nel quartiere di Galermo.
Il mito di Demetra e Kore è strettamente legato al territorio di Enna e in particolare alla sua frazione del lago Pergusa. Diversi santuari di notevole importanza sono stati ritrovati all'interno dell'area archeologica di Morgantina, sita in Aidone, mentre a Enna si può ammirare la "Rocca di Cerere".
Testimonianze magno-greche del culto dedicato a Persefone sono, senza dubbio, i molti reperti rinvenuti nell'area di Reggio Calabria, soprattutto presso gli scavi di Locri Epizefiri, dei quali uno smisurato numero di pinakes (tavolette votive in terracotta) è custodito al Museo Nazionale della Magna Grecia di Reggio Calabria e nel Museo nazionale di Locri.
I pinakes calabresi di Locri Epizefiri rappresentano una delle produzioni artistiche numericamente più consistenti dell'arte magnogreca, nonché una testimonianza unica di un complesso di devozione popolare. La produzione di un numero così cospicuo di esemplari in un torno di tempo piuttosto limitato lascia supporre che i pinakes costituissero il dono prediletto dei fedeli alla divinità.
Il soggetto più ricorrente tra i frammenti conservati è proprio il ratto di Kore. Kore, “la fanciulla”, è l'epiteto che i poeti greci riservano a Persefone quando costei è ancora la giovane e innocente figlia di Demetra, prima che Ade la rapisca facendone la propria sposa. Le tavolette di Locri riproducono uno schema grossomodo fisso a cui ricorrono centinaia di rappresentazioni figurative greche: Ade, rappresentato come un uomo adulto dalla lunga barba, afferra per la vita la fanciulla riluttante caricandola di peso sul suo carro trainato da cavalli alati.
Ben altra atmosfera domina un altro consistente gruppo di pinakes, in cui la coppia divina siede in trono pacificata e celebra la propria hierogamia, le proprie nozze sacre. Talvolta la dea è raffigurata da sola, seduta in trono in atteggiamento maestoso, segno della sua preminenza nella devozione dei locresi.
Più discussa è invece la natura delle scene raffigurate negli altri gruppi. Un nucleo consistente di tavolette ha per soggetto delle giovani donne impegnate nella preparazione di un complesso cerimoniale; mentre un gruppo apparentemente a sé stante è poi quello costituito dai pinakes in cui una figura femminile seduta solleva il coperchio di una cesta nella quale giace un bambino. L'archeologa Paola Zancani Montuoro identifica la protagonista di questa scena con la stessa Persefone e colloca i pinakes di questo gruppo all'ideale punto di arrivo di un racconto mitico di cui le singole scene riprodurrebbero le diverse sequenze. Secondo la studiosa, infatti, i pinakes locresi costituiscono un ciclo unitario che narra la leggenda di Kore-Persefone, “che si compendia nel trasformarsi della fanciulla per antonomasia nella donna e dea sovrana del mondo sconosciuto ai sensi”. La violenza del ratto sarebbe dunque preliminare, attraverso il passaggio per le cerimonie di preparazione alle nozze, al compimento della theogamia e all'insediamento di Persefone sul trono degli inferi.
Secondo lo storico Diodoro Siculo, uno dei più famosi santuari d'Italia dedicato alla dea Persefone, il Persephoneion, si trovava proprio in Calabria, a Locri Epizefiri. La sua scoperta e la conseguente collocazione ai piedi del colle della Mannella si devono all'archeologo Paolo Orsi che portò a compimento nella zona, tra il 1908 ed il 1911, una minuziosa serie di scavi ed esplorazioni che gli permisero di fugare ogni possibile dubbio sulla reale origine delle strutture e degli straordinari reperti riportati alla luce. Si tratta propriamente di un temenos, ovvero di un recinto sacro senza un vero e proprio edificio templare, frequentato almeno dal VII secolo a.C. e con particolare intensità nel VI secolo a.C. e nella prima metà del V secolo a.C. A questo lasso di tempo appartiene infatti la maggior parte dei materiali votivi restituiti dagli scavi.
La magnifica Statua di Persefone esposta oggi all'Altes Museum di Berlino, fu rinvenuta a Taranto, in Via Duca degli Abruzzi (n. 73), e dalla città trafugata nel 1912. Secondo alcuni studiosi, tra cui l'archeologo Paolo Orsi, il professore Vincenzo Casagrandi e gli scrittori Gaudio Incorpora, Adriano Scarmozzino e Giuseppe Macrì, sarebbe stata invece ritrovata, per la prima volta, nei primi del '900 da un contadino in una vigna del territorio di Locri, in Calabria, e in seguito fu segretamente trasportata a Taranto. A Taranto, dopo varie vicissitudini, fu acquistata dal Governo tedesco per un milione di marchi.
Un'ulteriore testimonianza del culto di Persefone ci viene da Oria, dove fu presente e attivo dal VI secolo a.C. fino all'età romana, un importante santuario (oggi sito presso Monte Papalucio), dedicato alle divinità Demetra e Persefone. Qui vi si svolgevano culti in grotta legati alla fertilità. Gli scavi archeologici svolti negli anni ottanta, infatti, hanno evidenziato numerosi resti composti di maialini (legati alle due divinità) e di melograno. Inoltre, a sottolineare l'importanza del santuario, sono state rinvenute monete di gran parte della Magna Grecia, e migliaia di vasi accumulatisi nel corso dei secoli come deposito votivo lungo il fianco della collina. Di particolare interesse sono alcuni vasetti miniaturistici e alcune statuette raffiguranti colombe e maialini sacri alle due divinità cui era dedicato il luogo di culto.
Altri esempi di ritrovamenti della Kore si hanno a Gela, una delle colonie greche di Sicilia. Diversi reperti sono custoditi presso il Museo archeologico regionale.

## Nell'arte, letteratura e musica
- Il pittore preraffaellita Dante Gabriel Rossetti dipinse Persefone in diversi quadri, uno dei quali è assai celebre, mentre il suo amico Algernon Swinburne dedicò alla dea due liriche: l'Inno a Proserpina e Il giardino di Proserpina.
- Igor' Stravinskij dedicò al mito di Persefone una composizione musicale, scritta fra 1933 e il 1934, dal titolo Perséphone.
- Il cantante belga di origini egiziane Tamino ha dedicato al mito una canzone, intitolata Persephone presente nell'album di esordio.

## Nella cultura di massa
- Persefone è la principale antagonista del videogioco God of War: Chains of Olympus, in cui vuole far crollare i pilastri che sostengono il mondo, causando la distruzione di tutto e di tutti, incluso degli dei e degli inferi, così da liberarsi per sempre del marito Ade.
- Persefone fa una breve apparizione nella saga Percy Jackson e gli dei dell'Olimpo.
- Persefone compare come antagonista nel videogioco Assassin's Creed: Odyssey nel primo episodio "Campi Elisi" del DLC "Il destino di Atlantide".
- Persefone è un personaggio chiave nel videogioco Hades, in questo titolo viene presentata come la madre del protagonista Zagreus.
- Persefone compare anche come personaggio nel musical Hadestown.
- Persefone è la protagonista femminile del webcomic Lore Olympus di Rachel Smythe.